# Headroom

Raffigurazione dei livelli di un segnale audio.

In elettronica, lo headroom (pron. /ˈhɛdruːm/, in inglese lett. "spazio sopra la testa") è il margine che esiste tra il livello nominale di un segnale e il massimo livello che un dato sistema è in grado di gestire correttamente (per es. prima che si verifichi la saturazione del dispositivo con conseguente clipping del segnale), ed è spesso espresso in decibel. Il termine headroom è frequentemente usato in ambito audio per descrivere la capacità di un circuito amplificatore di gestire segnali di ampiezza superiore a quella nominale.
Per esempio, un amplificatore progettato per accettare al suo ingresso segnali a un livello nominale di -10 dBV che saturasse a +20 dBV avrebbe un headroom pari a 30 dB.
Il concetto di headroom è complementare a quello di rapporto segnale/rumore: infatti, rispetto al livello nominale del segnale, il primo descrive il margine superiore prima della saturazione del sistema, mentre il secondo descrive il margine inferiore prima del rumore di fondo del sistema. Ricorrendo a questi due concetti è possibile descrivere l'intervallo entro il quale un sistema è in grado di gestire correttamente un segnale prima che questo venga degradato dalla saturazione o dal rumore di fondo.
Il fenomeno di distorsione che si verifica quando il segnale supera l'headroom è sfruttato in ambito musicale - esclusivamente nel trattamento di segnale audio analogico - specialmente ricorrendo ad amplificatori valvolari, per ottenere particolari timbriche. Tale tecnica è chiamata overdrive e consente di ottenere quello che viene comunemente detto "suono crunch". L'alterazione del segnale audio analogico sopra (o in prossimità) della soglia di headroom avviene gradualmente; mentre la sua esasperazione produce sonorità volutamente distorte, una saturazione minima viene invece percepita come un "suono più caldo", meno secco, come per esempio quando vengono effettuate registrazioni di audio su nastri magnetici in modo analogico, eccedendo in modo lieve i livelli di headroom del nastro stesso; questo non produce alta fedeltà del segnale registrato rispetto a quello da registrare, ma tale alterazione viene da molti percepita e ricercata come un gradevole effetto di "colorazione" del suono.